# Медвидичі
Медвидичі (хорв. Medvidići) — населений пункт у Хорватії, в Істрійській жупанії у складі громади Светий Ловреч.

## Населення
Населення за даними перепису 2011 року становило 30 осіб.
Динаміка чисельності населення поселення:

## Клімат
Середня річна температура становить 13,30 °C, середня максимальна – 27,04 °C, а середня мінімальна – -1,23 °C. Середня річна кількість опадів – 896 мм.
| Клімат поселення                              | Клімат поселення | Клімат поселення | Клімат поселення | Клімат поселення | Клімат поселення | Клімат поселення | Клімат поселення | Клімат поселення | Клімат поселення | Клімат поселення | Клімат поселення | Клімат поселення | Клімат поселення |
| Показник                                      | Січ.             | Лют.             | Бер.             | Квіт.            | Трав.            | Черв.            | Лип.             | Серп.            | Вер.             | Жовт.            | Лист.            | Груд.            |                  |
| Середній максимум, °C                         | 9,94             | 10,76            | 13,76            | 17,25            | 22,29            | 26,52            | 27,04            | 26,61            | 22,17            | 17,49            | 12,52            | 9,18             |                  |
| Середня температура, °C                       | 4,36             | 5,18             | 8,16             | 11,66            | 16,71            | 20,94            | 23,29            | 22,86            | 18,41            | 13,74            | 8,78             | 5,45             |                  |
| Середній мінімум, °C                          | −1,23            | −0,4             | 2,58             | 6,08             | 11,12            | 15,36            | 19,55            | 19,10            | 14,68            | 9,99             | 5,02             | 1,70             |                  |
| Норма опадів, мм                              | 65               | 53               | 63               | 72               | 66               | 77               | 53               | 79               | 84               | 102              | 103              | 79               |                  |
| Середньомісячна швидкість вітру, м/с          | 2.02             | 2.30             | 2.43             | 2.46             | 2.21             | 2.12             | 2.10             | 2.04             | 2.08             | 2.22             | 2.30             | 2.20             |                  |
| Середньомісячна сонячна радіація, кДж/м²·день | 4490             | 7430             | 10769            | 15240            | 19431            | 21170            | 22334            | 19200            | 14146            | 9025             | 4916             | 3806             |                  |
| --------------------------------------------- | ---------------- | ---------------- | ---------------- | ---------------- | ---------------- | ---------------- | ---------------- | ---------------- | ---------------- | ---------------- | ---------------- | ---------------- | ---------------- |
| Джерело:                                      |                  |                  |                  |                  |                  |                  |                  |                  |                  |                  |                  |                  |                  |